# Stekla i beton
Stekla i beton (Стёкла и бетон, hrv. Staklo i beton) drugi je studijski album ruskog glazbenika Nikolaja Noskova iz 1999. godine. Na albumu se nalazi 10 skladbi. Album je poznat i pod imenom Паранойя (hrv. Paranoja).

## Popis pjesama
1. Paranoja (Паранойя) - 3:48
2. Staklo i beton (Стёкла И Бетон) - 4:00
3. Molim te (Я Тебя Прошу) - 4:01
4. Bijela noć (Белая Ночь) - 4:28
5. Snijeg (Снег) - 4:27
6. Upoznati te (Узнать Тебя) - 3:56
7. Primadona (Примадонна) - 3:32
8. Sretan san (Счастливей Сна) - 4:00
9. Ja - Tvoj DJ (Я - Твой DJ) - 3:59
10. Kako divan svijet (Как Прекрасен Мир) - 3:17

## Osoblje
- Bas-gitara — Vjačeslav Molčanov
- Producent — Josif Prigožin